# Дженифър Крузи
Дженифър Смит (на английски: Jennifer Smith) е американска писателка на бестселъри в жанра романтичен трилър и съвременен любовен роман. Пише под псевдонима Дженифър Крузи (на английски: Jennifer Crusie).

## Биография и творчество
Дженифър Смит е родена на 17 септември 1949 г. в Уапаконета, Охайо, САЩ, в семейството на Джак и Джоан Смит. Получава бакалавърска степен по изкуства от Щатския университет „Боулинг Грийн“ през 1973 г. и магистърска степен по професионално писане и литература за жени от Щатския университет „Райт“ във Ферборн.
През 1971 г. се омъжва за служител от Военновъздушните сили в Уичита Фолс. Скоро той е прехвърлен в Дейтън, Тексас. Там те се развеждат. Имат една дъщеря – Моли.
След дипломирането си работи като учителка по изкуство, английски език и литература, първо в предучилищната възраст, а после във всички училищни степени в Бейвъркрийк, Охайо. Участва и в режисирането на постановките на драматичния състав на гимназията. Преподавала е и в Университета „Антиох“ в Йелоу Спрингс и в Макданиъл Колидж, където подпомата разработването на програмата за преподаване на творческо писане.
Тя продължава образованието си през 1986 г. и през 1991 г. започва изследванията си за докторска степен по творческо писане от Щатския университет в Охайо. При разработване на дисертацията си за влиянието на пола върху наративните стратегии, изследва начините, по които мъжете и жените разказват истории. Тя прочита над сто любовни романа написани от жени и планира да прочете още сто приключенски романа, написани от мъже. Любовните романи обаче така завладяват въобръжението ѝ, че тя сама решава да напише роман. През 1991 г. напуска работата си и първият ѝ ръкопис „Да опазиш Кейт“ (Keeping Kate) е готов през 1991 г., но не е приет за издаване. През есента участва в литературен конкурс с романа „Цвърчене“ (Sizzle) и печели едно от 12-те места. Малко по-късно първият ѝ ръкопис е издаден през 1993 г. под името „Лов на хора“ (Manhunting) под псевдонима Дженифър Крузи, по фамилното име на бащата на съпруга ѝ. Междувременно пише и критично-биографичната книга за писателката Ан Райс, под собственото си име. Получава докторска степен по творческо писане през 1997 г.
В следващите години продължава да пише усилено като преминава към все по-дълги произведения и често са в списъка на бестселърите. Книгите ѝ са известни с хумора си, с който героите ѝ си помагат, за да се справят с превратностите на живота. Нейните героини са реалистични, пълни с недостатъци, но са умни и очарователни. За творчеството си два пъти е удостоена с престижната награда „РИТА“ за най-добър любовен роман и новела.
През 2004 г. участва в популярния за началото на века литературен експеримент, в който няколко автори пишат съвместно едно произведение. Заедно с Кайли Линдс, Рита Мей Браун, Катрин Невил, Линда Феърстийн, Лиса Гарднър, Хедър Греъм, Кей Хупър, Ан Пери, Кати Райкс, Джули Смит, Тина Уайнскот, и под редакцията на Марша Тали, създават романа „Бих убил за това“ (I'd Kill for That).
През септември 2006 г., по време на писателска конференция в Мауи, Дженифър Крузи среща писателя на трилъри Боб Майер. Двамата решават да работят като съавтори при написване на серия общи романи на военно-романтична тематика. Осъществяват сътрудничеството си по електронната поща, като Майер написва сцените, които отразяват мъжката гледна точка и действия, а Крузи пише сцените включващи женската гледна точка. Първият им съвместен роман „Не поглеждай надолу“ (Don't Look Down) излиза през 2006 г. Заедно си сътрудничат по още две книги.
Дженифър Смит живее със семейството си в Нютън, Ню Джърси.

## Произведения

### Самостоятелни романи
- Manhunting (1993)
- Strange Bedpersons (1994)
- What the Lady Wants (1995)
- Charlie All Night (1995)
- Anyone But You (1996)
- The Cinderella Deal (1996)
- Trust Me on This (1997)
- Tell Me Lies (1998)
- Crazy for You (1999)
- Fast Women (2001)
- Bet Me (2004) – награда „РИТА“
- I'd Kill for That (2004) – с Рита Мей Браун, Линда Феърстийн, Лиса Гарднър, Хедър Греъм, Кей Хупър, Катрин Невил, Ан Пери, Кати Райкс, Джули Смит и Тина Уайнскот
- Don't Look Down (2006) – с Боб Майер
- The Unfortunate Miss Fortunes (2007) – с Айлийн Драйер и Ан Стюарт
- Agnes and the Hitman (2007) – с Боб Майер
- Dogs and Goddesses (2009) – с Лани Даян Рич и Ан Стюарт
- Wild Ride (2010) – с Боб Майер
- Maybe This Time (2010)

### Серия „Демпси“ (Dempsey)
1. Welcome to Temptation (2000)
2. Faking It (2002)

### Общи серии с други писатели

#### Серия „Американските герои: противно на всички очаквания“ (American Heroes: Against All Odds)
35. Getting Rid of Bradley (1994) – награда „РИТА“
от серията има още 49 романа от различни автори

#### Серия „Откраднати моменти“ (Stolen Moments)
- Sizzle (1994)

от серията има още 6 романа от различни автори

### Новели
- Hot Toy (2015)

### Документалистика
- Anne Rice: A Critical Companion (1996) – като Дженифър Смит
- Coffee at Luke's: An Unauthorized Gilmore Girls Gabfest (2007)